# هارفي جاكسون الثالث
هارفي جاكسون الثالث (بالإنجليزية: Harvey Jackson III)‏ هو مؤرخ أمريكي، ولد في 25 فبراير 1943.